# Stupino
Stupino è una cittadina della Russia europea centrale, compresa nell'oblast' di Mosca e situata 110 km a sud della capitale, sul fiume Oka. Fino al 2017 era il capoluogo amministrativo del distretto omonimo.
Nel 1507 è attestato un villaggio di nome Stupinskij; nel 1934 questo insediamento riceve status di insediamento di tipo urbano e viene rinominato Ėlektrovoz (Электровоз). Quattro anni dopo viene concesso lo status di città, contestuale ad una nuova denominazione che la porta all'attuale nome.
L'economia di Stupino è oggi prevalentemente industriale, vista la presenza di stabilimenti metallurgici, chimici e meccanici (macchine da costruzione).

## Società

### Evoluzione demografica
Fonte: mojgorod.ru
- 1939: 19.000
- 1959: 40.300
- 1979: 70.000
- 1989: 74.500
- 2002: 63.124
- 2007: 67.000

### Gemellaggi
- Andalo